# Karin Lundqvist (pianist)
Karin Maria Lundqvist, född 5 oktober 1898 i Malmö, död 25 maj 1949 i Höörs församling, var en svensk pianist.
Karin Lundqvist var dotter till köpmannen Carl Robert Persson. Efter studentexamen i Lund 1917 bedrev hon 1921–1923 musikstudier i Leipzig och München för Joseph Pembaur den yngre. 1917–1921 och 1923–1929 var hon verksam i Malmö och Lund som musikpedagog. 1925–1929 anlitades hon ofta av Radiotjänst som ackompanjatris i Malmö. Från 1929 var hon gift med Gerhard Lundqvist och företog med sin man konsertturnéer över hela Sverige och var bland annat solist vid flera orkesterföreningar och gav kammarmusikkonserter i Stockholm, Göteborg och Köpenhamn. Hon var även pianist i Gerhard Lundqvists pianotrio.